# قصصها
قصصها:الحكايات الشعبية الأمريكية الأفريقية، حكايات خرافية، وحكايات حقيقية هي مجموعة من تسعة عشر قصة لنساء سود صدرت عام 1995، أعادت روايتها فرجينيا هاميلتون ورسمها ليو وديان ديلون. وهي تشمل حكايات الحيوانات والحكايات الخيالية (بما في ذلك نسخة من سندريلا، "كاتسكينيلا")، وثلاثة ملفات تعريف عن السيرة الذاتية لنساء سود حقيقيات. تحتوي جميع القصص على تعليقات على مصادرها من هاميلتون.

## تاريخ النشر
- 1995، بلو سكاي برس،(ردمك 9780590473705) ، غلاف مقوى [1]

## الاستقبال
وصفت كتاب قصصها مراجعة بواسطة مانهاتن ميركوري بأنها "كتاب راقٍ للاستمتاع وتذوق لون وحيوية كل من لغته وصوره"، مما لفت الانتباه بشكل خاص إلى "الرسوم التوضيحية المذهلة والرائعة" لليو وديان ديلونز.
أشاد سجل دي موين بمجموعة الحكايات، مشيرًا إلى أنها جميعها "تهتز بروح رواة القصص" وهي "جميعها طويلة لقراءة مثالية قبل النوم".

## الجوائز
حصلت قصصها على جائزتين:
- فازت بجائزة لورا إنجلز وايلدر لعام 1995 [4]
- 1996 حائزة على جائزة كوريتا سكوت كينغ للمؤلف [5]